# Parornix fumidella
Parornix fumidella là một loài bướm đêm thuộc họ Gracillariidae. Nó được tìm thấy ở phần trung châm châu Á của Nga và vùng Viễn Đông Nga.
Ấu trùng ăn Malus mandshurica. Chúng có thể ăn lá nơi chúng làm tổ.